# Aciphylla dieffenbachii
Aciphylla dieffenbachii là một loài thực vật có hoa trong họ Hoa tán. Loài này được (F.Muell.) Kirk mô tả khoa học đầu tiên năm 1899.